# باتريك وايت (لاعب هوكي جليد)
باتريك وايت (بالإنجليزية: Patrick White)‏ هو لاعب هوكي جليد أمريكي، ولد في 20 يناير 1989 في غراند رابيدز في الولايات المتحدة.

## وصلات خارجية
- باتريك وايت على موقع دوري الهوكي الوطني (الإنجليزية)
- باتريك وايت على موقع EliteProspects.com (الإنجليزية)
- باتريك وايت على موقع Eurohockey.com (الإنجليزية)
- باتريك وايت على موقع HockeyDB.com (الإنجليزية)